# Самарка (Акмолинская область)
Сама́рка (каз. Самарка) — село в Атбасарском районе Акмолинской области Казахстана. Входит в состав Сергеевского сельского округа. Код КАТО — 113857400.

## География
Село расположено на берегу реки Ишим, в западной части района, на расстоянии примерно 35 километров (по прямой) к юго-западу от административного центра района — города Атбасар, в 15 километрах к западу от административного центра сельского округа — села Сергеевка.
Абсолютная высота — 269 метров над уровнем моря.
Климат холодно-умеренный, с хорошей влажностью. Среднегодовая температура воздуха положительная и составляет около +4,2°С. Среднемесячная температура воздуха в июле достигает +21,0°С. Среднемесячная температура января составляет около -14,8°С. Среднегодовое количество осадков составляет около 380 мм. Основная часть осадков выпадает в период с июня по июль.
Ближайшие населённые пункты: село Косбармак — на юге, село Алгабас — на западе, село Караколь — на востоке.
Западнее села расположено озеро Бериктал. Севернее — проходит автодорога Р-217.

## История[4]
Село было основано в 1890 году как русское поселение «Самарское» в составе Кийминской волости Атбасарского уезда Акмолинской области.
В поселении было всего 96 дворов с 634 жителями обоего пола (мужчины — 308, женщины — 326).

## Население
В 1989 году население села составляло 1027 человек (из них русские — 33 %, немцы — 27 %, казахи — 22 %).
В 1999 году население села составляло 875 человек (434 мужчины и 441 женщина). По данным переписи 2009 года в селе проживало 430 человек (215 мужчин и 215 женщин).
| Численность населения | Численность населения | Численность населения |
| 1989                  | 1999                  | 2009                  |
| --------------------- | --------------------- | --------------------- |
| 1027                  | ↘875                  | ↘430                  |

## Улицы
- ул. Бейбитшилик,
- ул. Дала,
- ул. Достык,
- ул. Есиль,
- ул. Енбек,
- ул. Жастар,
- ул. Мектеп.